# Chế độ quân chủ hỗn hợp

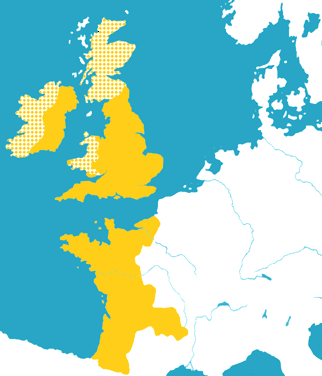
Lãnh thổ của Đế quốc Angevin năm 1189, là một nhà nước điển hình của "Quân chủ hỗn hợp"

Chế độ quân chủ hỗn hợp hay Nhà nước hỗn hợp (tiếng Anh: Composite Monarchy or Composite State) là một khái niệm lịch sử chính trị, được nhà sử học Helmut Koenigsberger đưa ra vào năm 1975  và được phổ biến bởi nhà sử học John H. Elliott, nó mô tả các nhà nước quân chủ thời kỳ cận đại bao gồm một số quốc gia cùng nằm dưới quyền trị vì của một vị quân chủ, đôi khi tồn tại như một liên minh cá nhân, người quản lý các lãnh thổ trong liên minh như thể chúng là các vương quốc riêng biệt, phù hợp với truyền thống địa phương và cấu trúc pháp lý của từng nơi. Nhà nước hỗn hợp đã trở thành kiểu nhà nước  phổ biến nhất vào đầu thời cận đại ở Châu Âu. Koenigsberger chia các quốc gia hỗn hợp thành hai cấp bậc: những quốc gia, như Đế chế Tây Ban Nha, bao gồm các lãnh thổ được ngăn cách bởi các quốc gia khác hoặc bởi biển, và những quốc gia, như Liên minh Ba Lan-Lithuania, tiếp giáp nhau.
Một ví dụ điển hình về chế độ quân chủ hỗn hợp thời trung cổ là Đế chế Angevin. Các nhà phân tích của thế kỷ XVI tin rằng "sự phù hợp" (sự tương đồng về ngôn ngữ và phong tục) là điểm chung quan trọng nhất đối với sự thành công của một nhà nước hỗn hợp. Francesco Guicciardini ca ngợi việc Vua Aragon mua lại Vương quốc Navarre vào năm 1512 vì sự tương đồng phong tục và ngôn ngữ. Tuy nhiên, những khác biệt có thể tồn tại dai dẳng ở một số điểm khác. Navarre vẫn giữ luật và phong tục riêng của mình tách biệt với phần còn lại của Tây Ban Nha cho đến năm 1841. Tại Pháp, một quốc gia thống nhất hơn nhiều so với Tây Ban Nha trong thời kỳ cận đại, nhà nước được chia thành các chế độ thuế tục khác nhau, đó là chế độ Pays d'élection và Pays d'états. Điều này đã bị bãi bỏ trong Cách mạng Pháp.
Luật gia người Tây Ban Nha ở thế kỷ XVII, Juan de Solórzano Pereira đã phân biệt một nhà nước có các thành phần là cơ quan thẩm quyền (quan trọng không kém) với một liên minh "phụ thuộc" trong đó một lãnh thổ mới giành được được gộp lại theo luật của một lãnh thổ đã tồn tại, chẳng hạn như khi Tân Tây Ban Nha được hợp nhất thành Vương quyền Castile, hoặc khi Thân vương quốc Wales được gia nhập vào Vương quốc Anh.